# Лиман Перший (Полтавський район)
Лима́н Перший — село в Україні, у Решетилівській міській громаді Полтавського району Полтавської області. Населення становить 341 осіб. До 2020 орган місцевого самоврядування — Лиманська Перша сільська рада.

## Географія
Село Лиман Перший примикає до села Тури, на знаходиться в 1 км розташовані села Бузинівщина та Давидівка. Навколо села кілька великих озер.

## Населення

### Мова
Розподіл населення за рідною мовою за даними перепису 2001 року:
| Мова            | Кількість | Відсоток |
| --------------- | --------- | -------- |
| українська      | 329       | 96.48%   |
| російська       | 9         | 2.64%    |
| румунська       | 2         | 0.59%    |
| інші/не вказали | 1         | 0.29%    |
| Усього          | 341       | 100%     |

## Історія
12 червня 2020 року, відповідно до розпорядження Кабінету Міністрів України № 721-р «Про визначення адміністративних центрів та затвердження територій територіальних громад Полтавської області», село увійшло до складу Решетилівської міської громади.
19 липня 2020 року, в результаті адміністративно - територіальної реформи та ліквідації Решетилівського району, село увійшло до складу новоутвореного Полтавського району Полтавської області.

## Відомі особистості
Кирилюк Олександр Георгійович —український військовик, учасник російсько-української війни

## Галерея

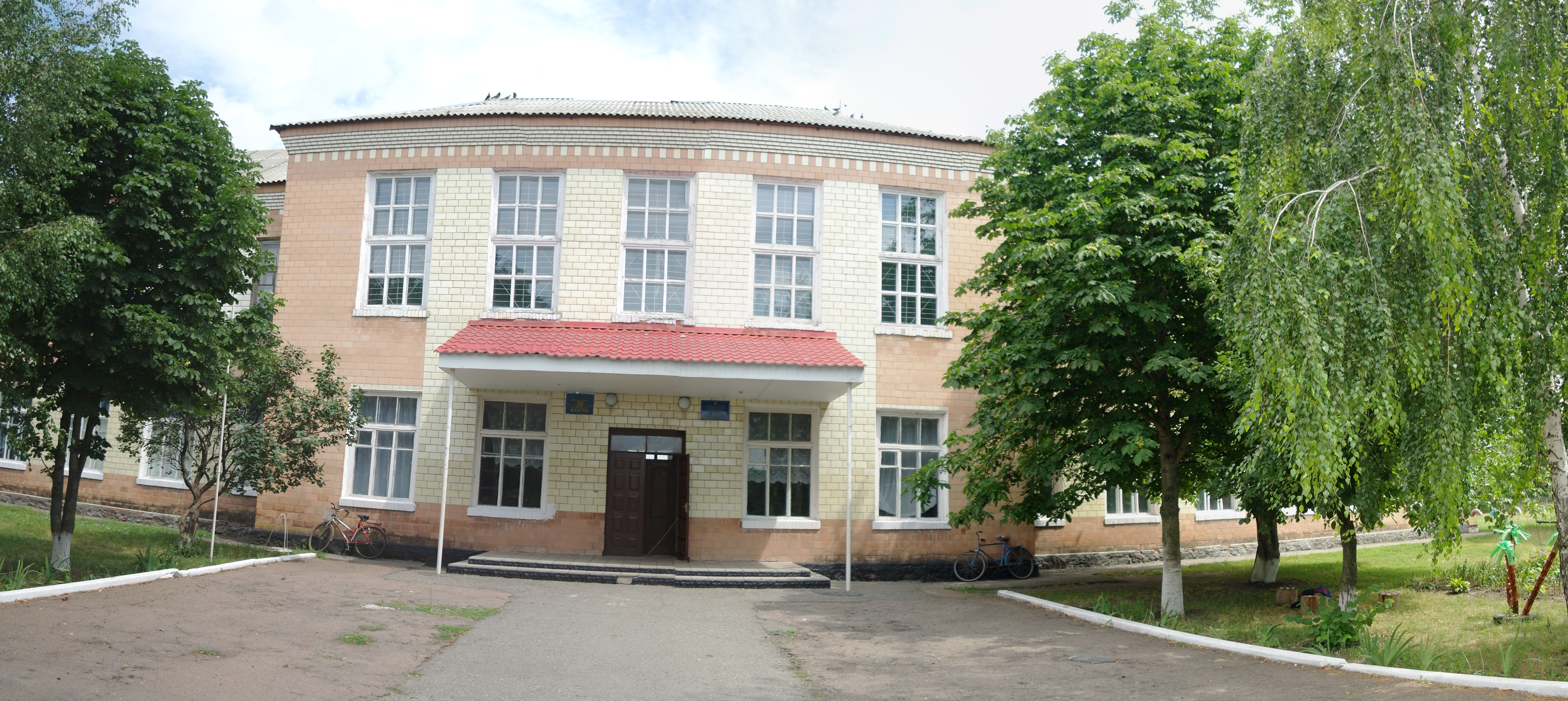
Школа
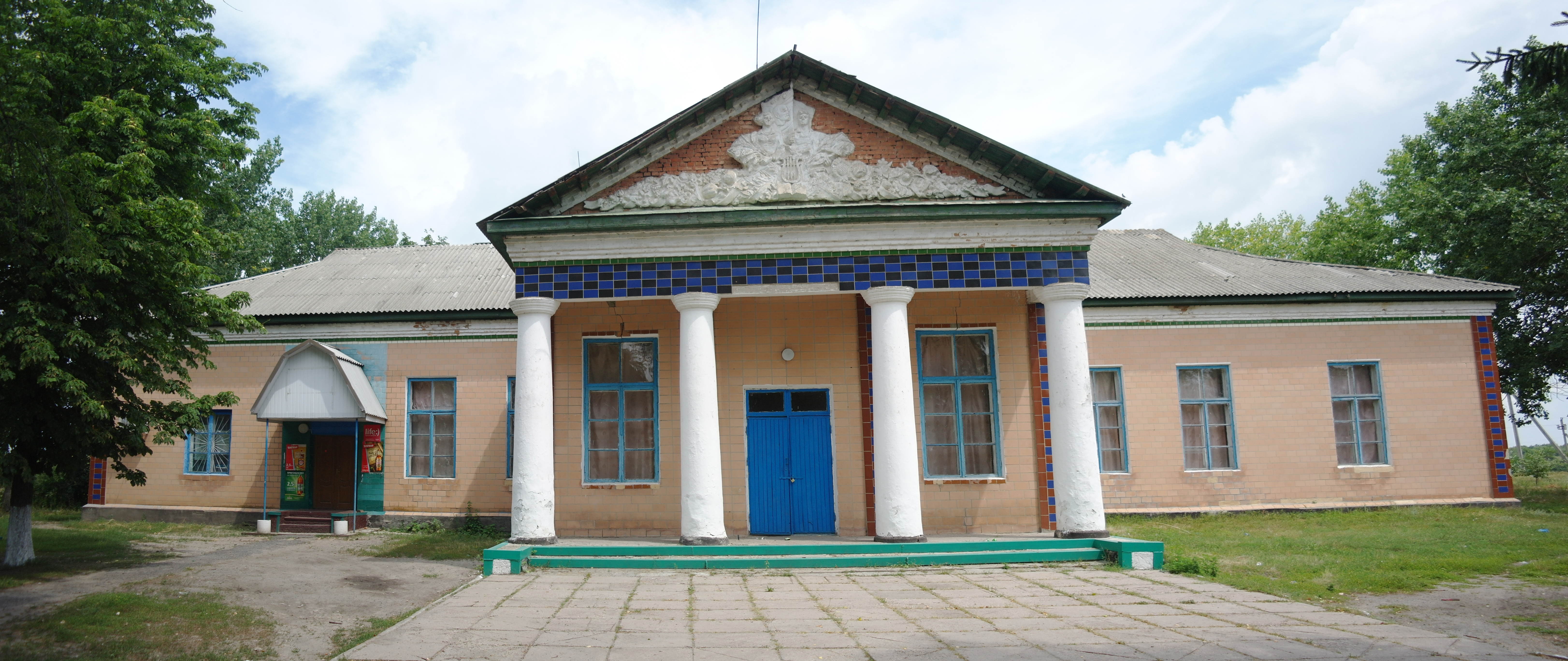
Будинок культури
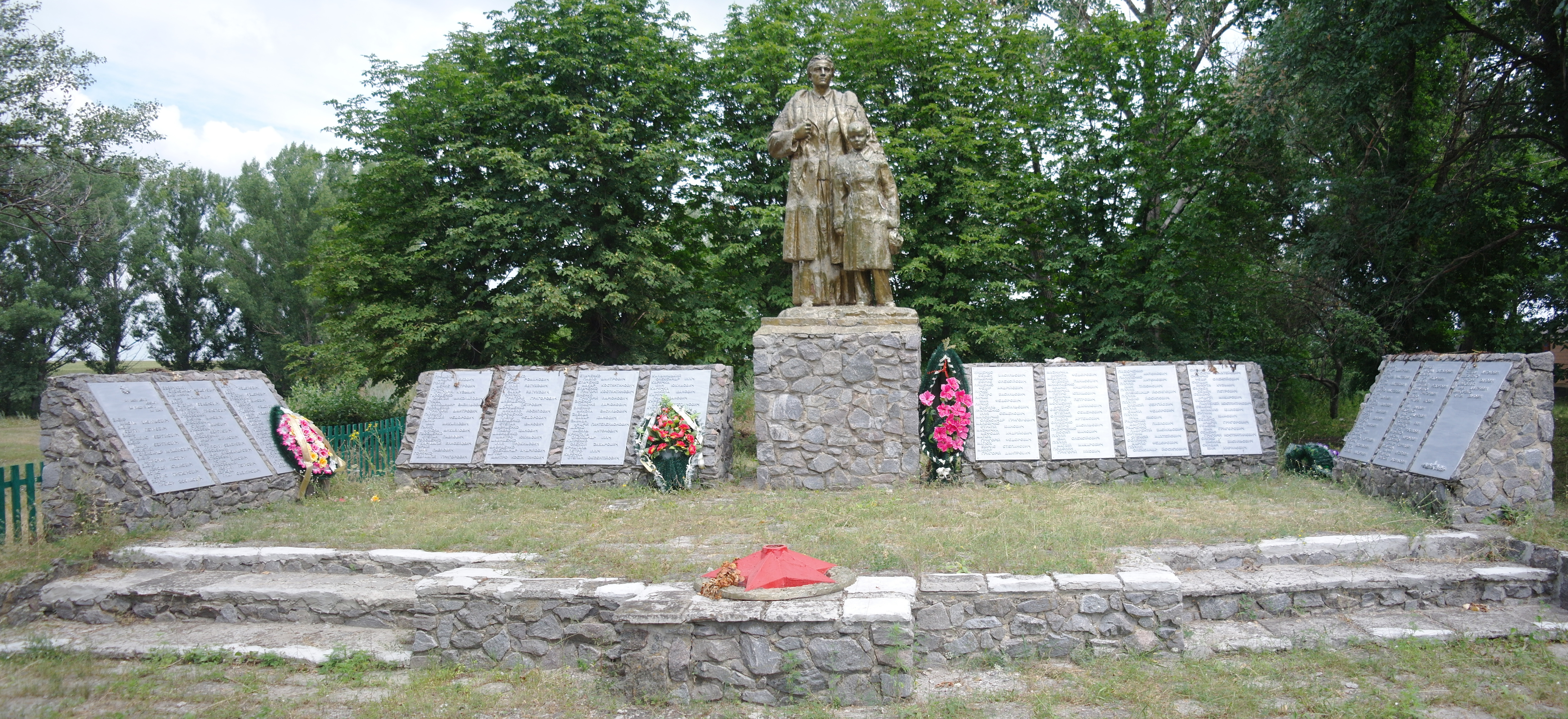
Пам'ятник учасникам Другої Світової Війни
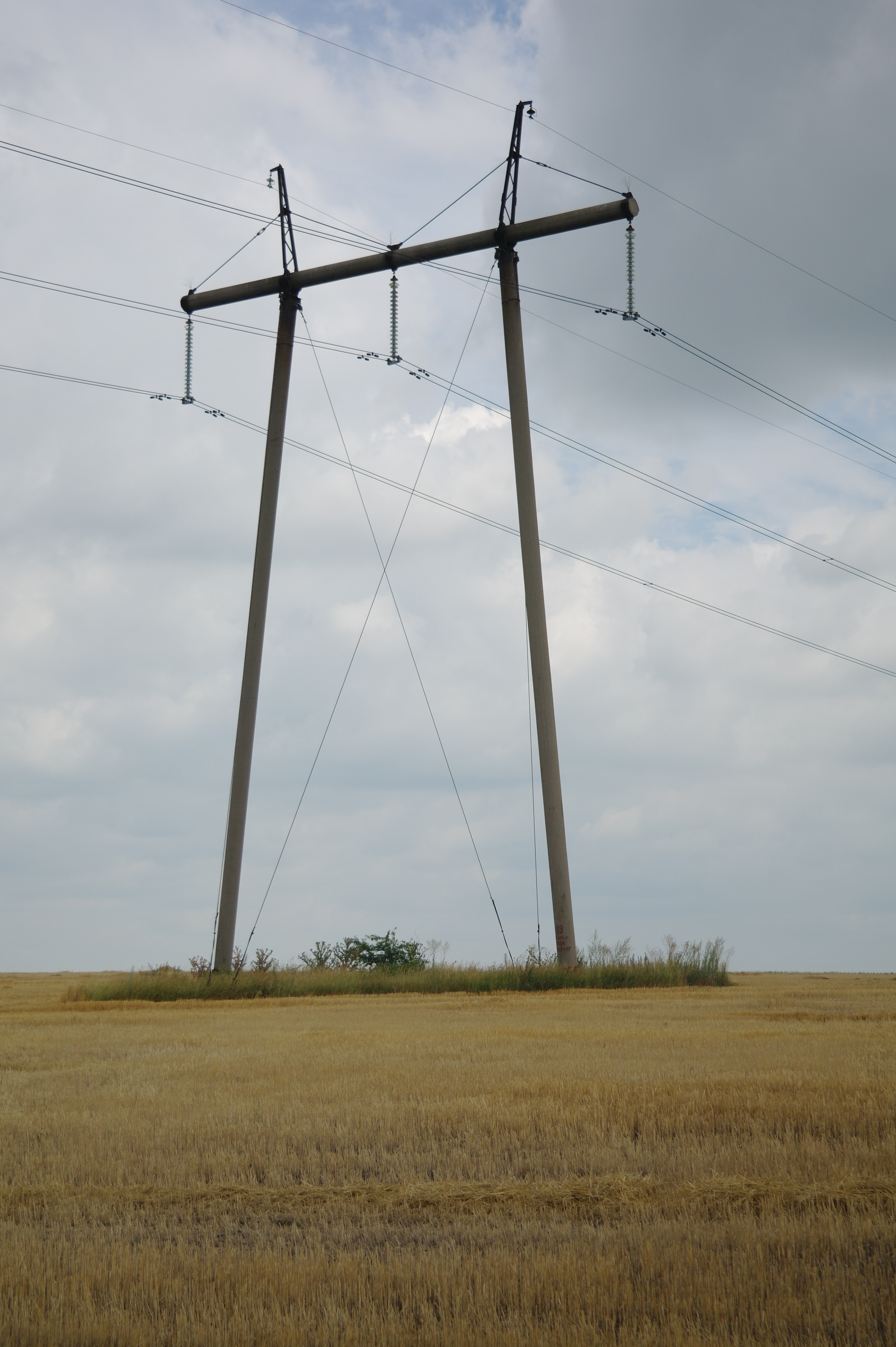
Мережа високовольтних проводів
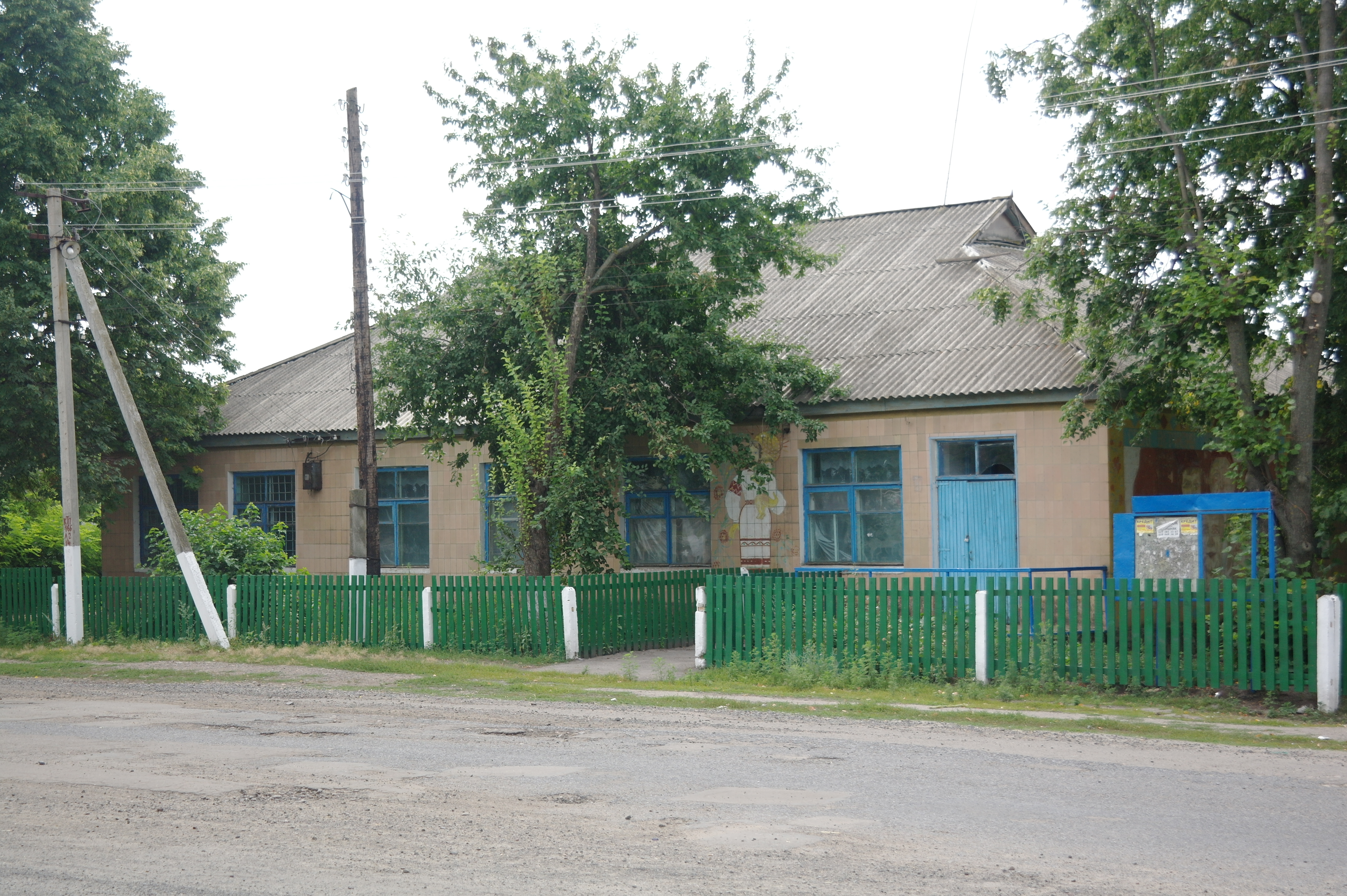
Приватне підприємство
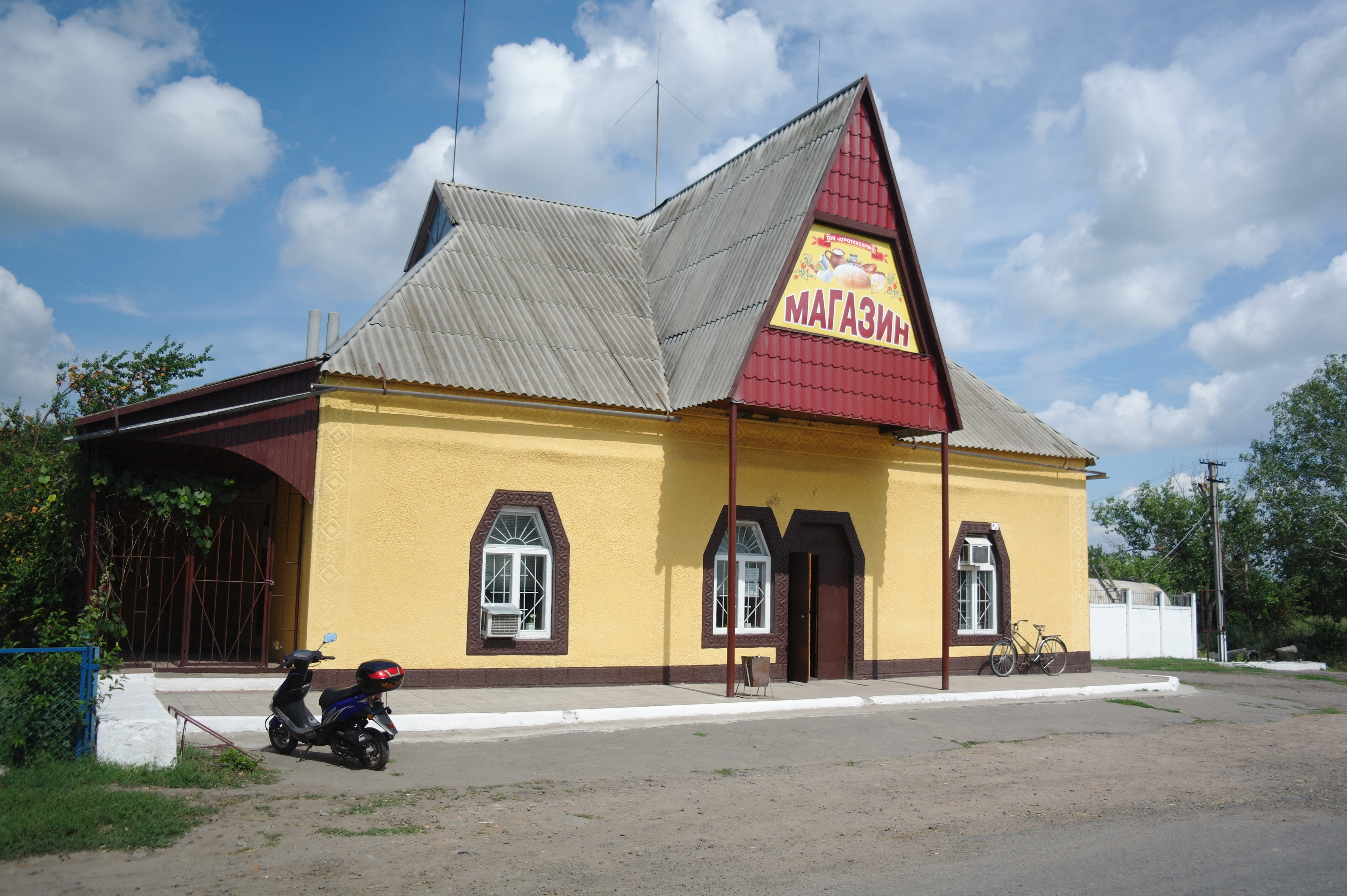
Магазин